# Synagoga w Pakości
Synagoga w Pakości – pakoska synagoga została wybudowana systemem szachulcowym w latach 1903–1904, poświęcona 17 sierpnia 1904. W czasie okupacji hitlerowskiej została zniszczona. Obecnie nie istnieje.